# Kerivoula phalaena
Kerivoula phalaena es una especie de murciélago de la familia Vespertilionidae.

## Distribución geográfica
Se encuentra en Guinea Costa de Marfil, Liberia Ghana Camerún República Democrática del Congo y Uganda.